# فان بو ليجراند
فان بو ليجراند (بالألمانية: Van Bo Le-Mentzel)‏ (و. 1977  م) هو مهندس معماري ألماني، ولد في لاوس.